# Klárov
Klárov je veřejné prostranství v Praze na Malé Straně, které ale není jednoznačným náměstím, městskou třídou, parkem, nábřežím ani předpolím mostu.  
Nachází se v městské části Praha 1, na levém břehu řeky Vltavy a jeho součástí jsou dvě křižovatky a park. Na Klárově je výstup stanice metra Malostranská, rušná tramvajová, autobusová a automobilová křižovatka. Místo bylo pojmenováno na počest profesora a jazykovědce Aloise Klara, který zde v roce 1807 organizoval zřízení Klárova ústavu slepců.

## Historie
Prostranství se nachází v místě, kde stávala zaniklá středověká osada, zvaná Rybáře, Písek, Na písku či Na pískách podle sedimentů, které sem nanášel tehdy zcela volně tekoucí potok Brusnice, který se v těchto místech vléval (a doposud i vlévá v potrubí) do Vltavy.
Současný název prostranství pochází z roku 1922, kdy se uvažovalo o rozsáhlejší úpravě prostoru a předpolí mostu. Vypsanou urbanisticko-architektonickou soutěž vyhráli mladí architekti Josef Štěpánek a později slavný Bohuslav Fuchs. Přestože u nich město Praha objednalo několik rozpracování projektu, nedočkali se realizace.
Od roku 2017 se připravují úpravy prostranství a dopravního řešení.

## Parky

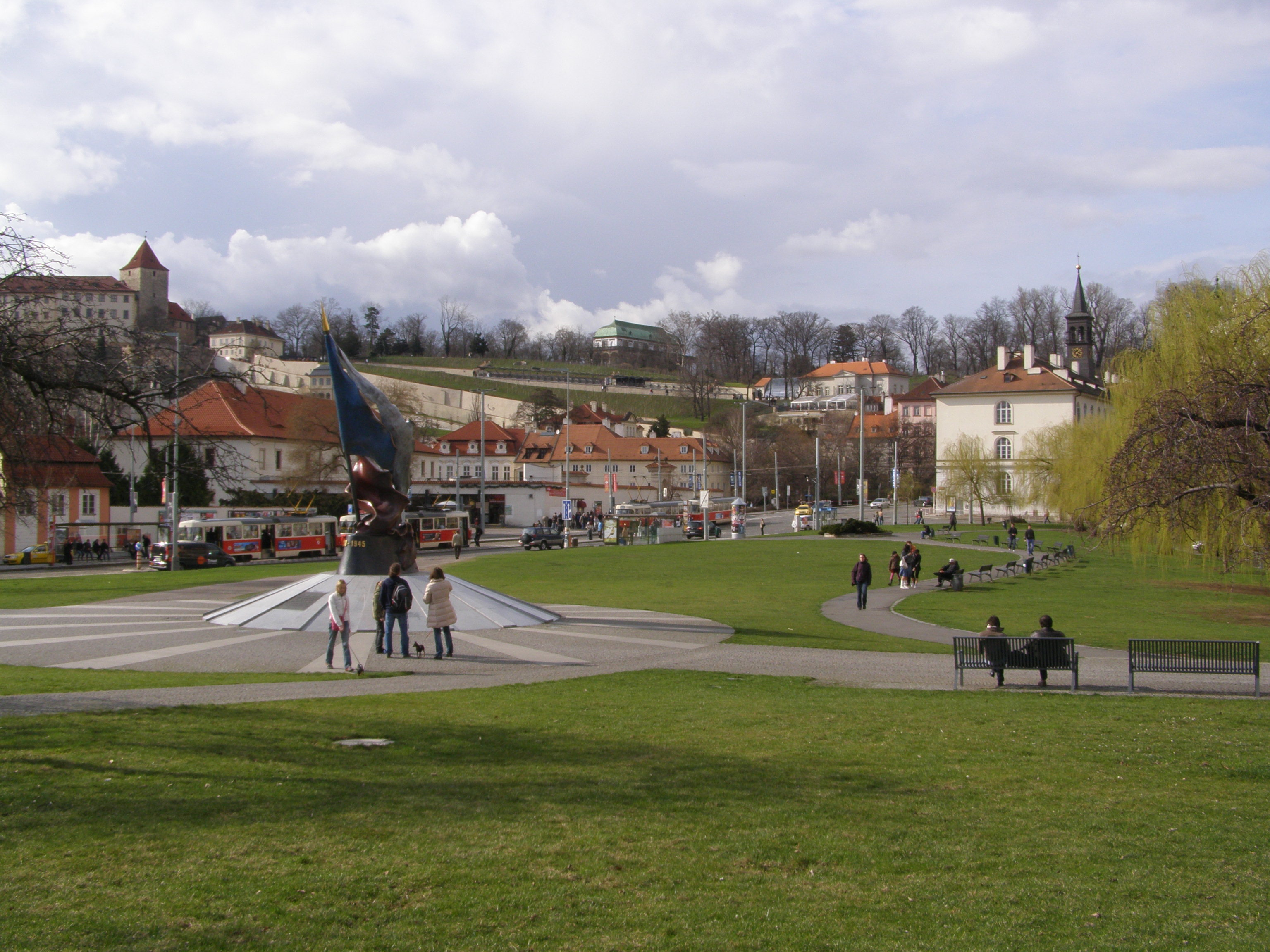
Park na Klárově

Jihovýchodní část prostranství mezi tramvajovými zastávkami a ulicí U Železné lávky tvoří park na Klárově lemovaný stromořadím smutečních vrb, kde se nacházejí dva památníky: pomník obětem II. odboje a pomník československým letcům  RAF. 
Menší park nazývaný Holubička se nachází na severozápadě pod ústím Starých zámeckých schodů. Třetí parčík s fontánou se nachází za ohrandí zdí Valdštejnské jízdárny u výstupu z metra. Poslední park Cihelná se nachází u nábřeží jižně od předmostí Mánesova mostu, směrem k Cihelné ulici.

## Doprava

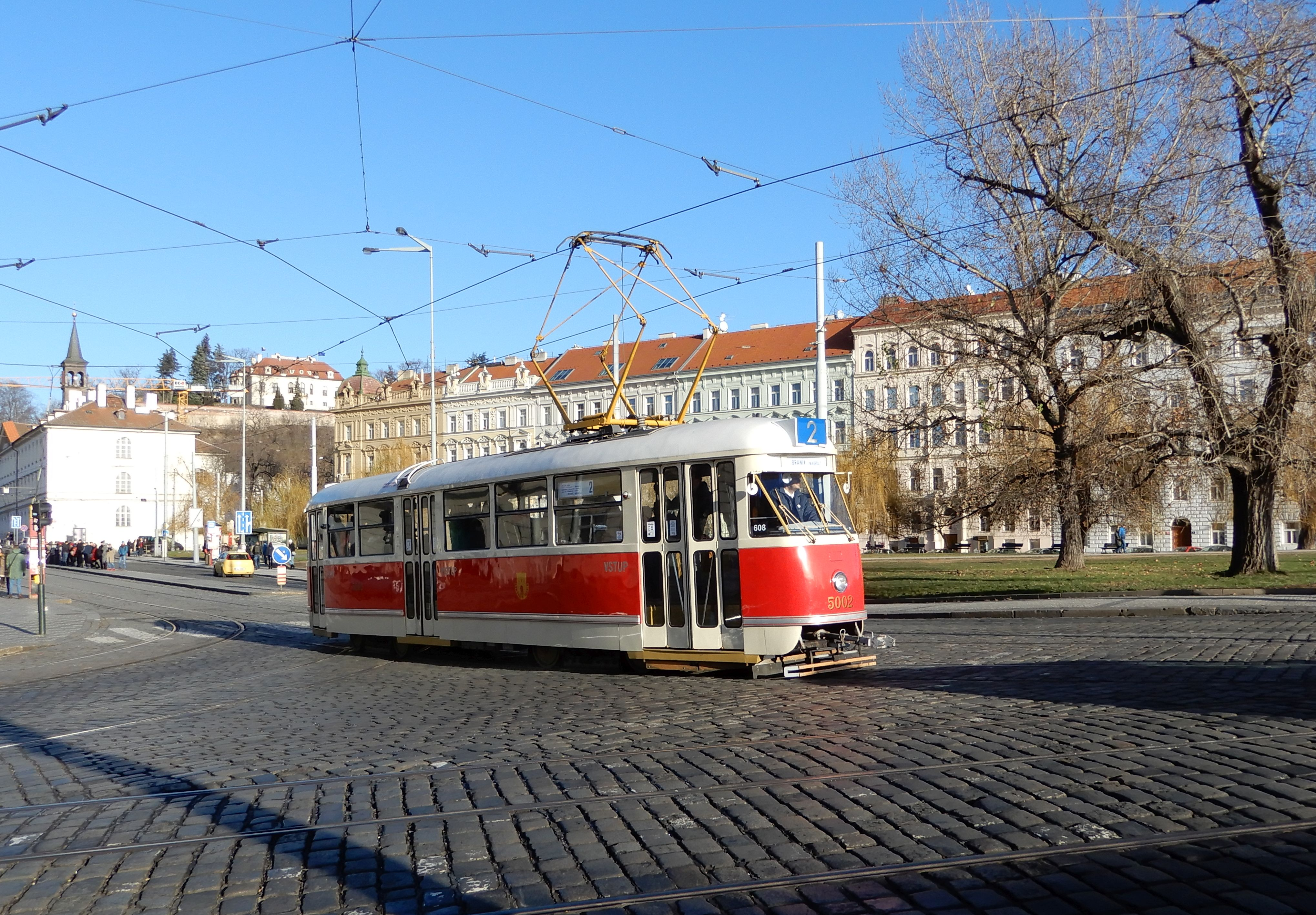
Tramvaj T1 na Klárově (2020)

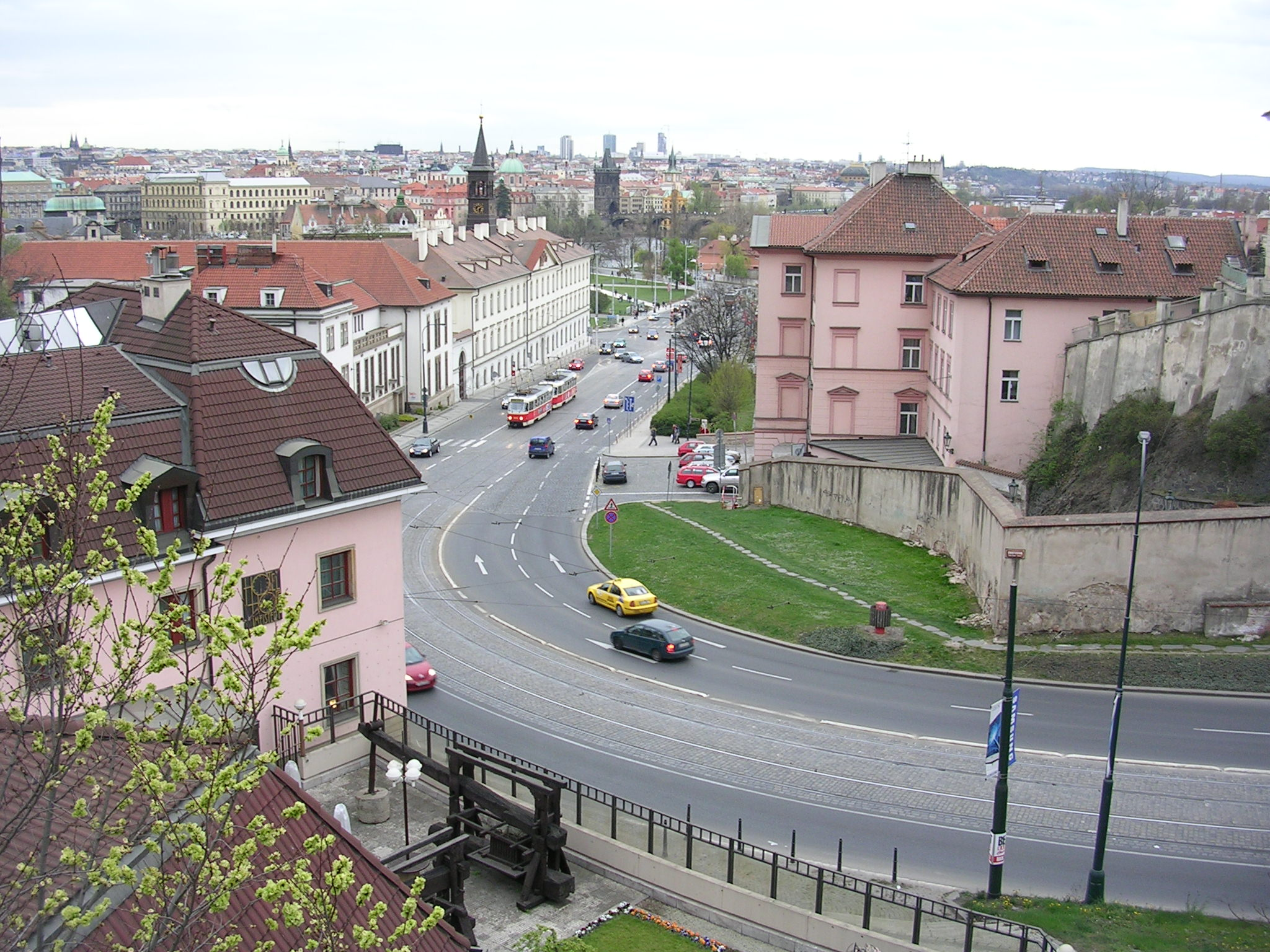
Dolni část Chotkovy ulice směrem na Klárov, vpravo ústí ulice Na Opyši a za ní Staré zámecké schody

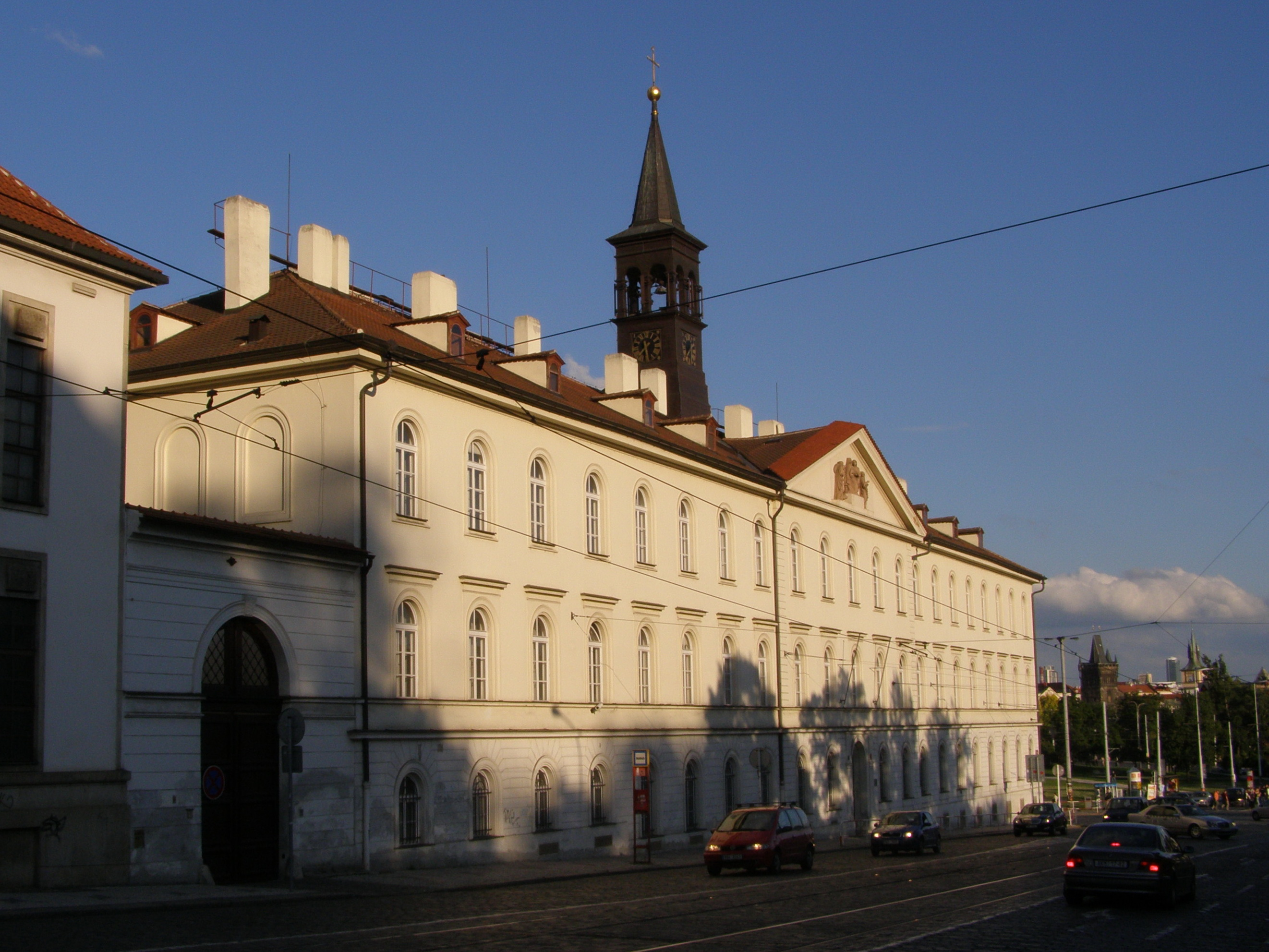
Klárův ústav slepců na Klárově

Klárov představuje nejrušnější malostranskou dopravní křižovatku, neboť se zde setkávají čtyři různé tramvajové tratě, linka A pražského metra (stanice Malostranská) a dvě linky městských autobusů. Kříží ji také cyklostezka vedená kolem hotelu Hoffmeister tzv. Myší dírou na Hradčany. Místní komunikace spojují tři levobřežní pražské čtvrtě (Holešovice, Malá Strana, Hradčany) přes Mánesův most s pravobřežním Josefovem a Starým Městem. Zastávky tramvají a městských autobusů nesou název Malostranská.
Sbíhají nebo kříží se zde ulice: Chotkova, Pod Bruskou, U Bruských kasáren, nábřeží Edvarda Beneše, U železné lávky, Kosárkovo nábřeží, Valdštejnská, Letenská, U Lužického semináře, Staré zámecké schody, Na Opyši a Mánesův most.
V padesátých letech se zde stavěla stanice metra Klárov, která měla sloužit kromě dopravy také jako vojenský kryt pro členy vlády. Z výstavby plné linky ale sešlo a když se o mnoho let později stavěla linka A, nebyla tato stanice z důvodu vybudování v příliš velké hloubce použita a raději byla vybudována zcela nová stanice Malostranská. Původní stanice Klárov slouží jako technologické centrum trasy A.

## Současné objekty a instituce
- Klárův ústav slepců (severním směrem – nyní zde sídlí Česká geologická služba)
- Kunsthalle Praha, muzeum moderního umění ve výstavbě[3]
- stanice metra Malostranská
- Valdštejnská jízdárna za ohrazeným parčíkem vedle stanice metra
- Zahrádka s volejbalovým hřištěm Archeologického ústavu – za ohradní zdí při vstupu do stanice metra
- Kavárna Illy ve vestibulu stanice metra
- Muzeum slivovice Rudolf Jelínek – v areálu domku Slávky Budínové
- Mánesův most – na východní straně, vede na náměstí Jana Palacha
- hrázděný domek čp. 554, původně mýtnice zaniklé Rudolfovy lávky
- blok obytných domů podél ulice U Železné lávky

## Pomníky a pamětní desky
ve východním parku
- Pomník 2. odboje (1938–1945) od Vladimíra Preclíka
- Památník s okřídleným lvem věnovaný československým letcům za druhé světové války v Británii (dílo britského sochaře Colina Spoffortha)
- Pomníček s pamětní deskou Marie Charouskové, zastřelené zde 26. srpna 1968 sovětskými okupanty
- Při hledání vhodného umístění pro nový pražský pomník prezidenta T. G. Masaryka zde byla roku 1999 krátce instalována jeho maketa; pomník nyní stojí na Hradčanském náměstí.

## V okolí
- Strakova akademie (severovýchodním směrem podél řeky mezi Kosárkovým nábřežím a nábřežím Edvarda Beneše – dnes sídlo Úřadu vlády ČR)
- Kampa (jižním směrem podél řeky)
- Staré zámecké schody a Svatováclavská vinice (severním směrem, cesta pro pěší na Pražský hrad)
- Valdštejnská zahrada (západním směrem)
- Valdštejnský palác (západním směrem – dnes sídlo Senátu Parlamentu ČR)
- Vojanovy sady (jižním směrem u bývalého Lužického semináře)
- Muzeum Franze Kafky (jižním směrem)
- Kolovratský palác (západním směrem ve Valdštejnské ulici)
- Pálffyho palác (západním směrem ve Valdštejnské ulici – dnes sídlo Pražské konzervatoře)
- Ministerstvo financí České republiky (jihozápadním směrem v Letenské ulici)
- Přírodní památka Letenský profil
- Podzemní vládní kryt na Klárově

## Zaniklé objekty
- Písecká brána
- osada Na písku (Rybáře) s kostelem sv. Petra
- Zengerova trafostanice – v letech 2015–2021 přestavěna na Kunsthalle Praha
- Budova Krátkého filmu – studio Bratři v triku – konstruktivistická stavba, roku 1970 zbořená kvůli výstavbě stanice metra Malostranská